# Козлов, Александр Герасимович
Александр Герасимович Козлов (1918—1943) — участник Великой Отечественной войны, наводчик орудия 53-го гвардейского кавалерийского полка 15-й гвардейской кавалерийской дивизии 7-го гвардейского кавалерийского корпуса 61-й армии Центрального фронта, гвардии старший сержант, Герой Советского Союза.

## Биография

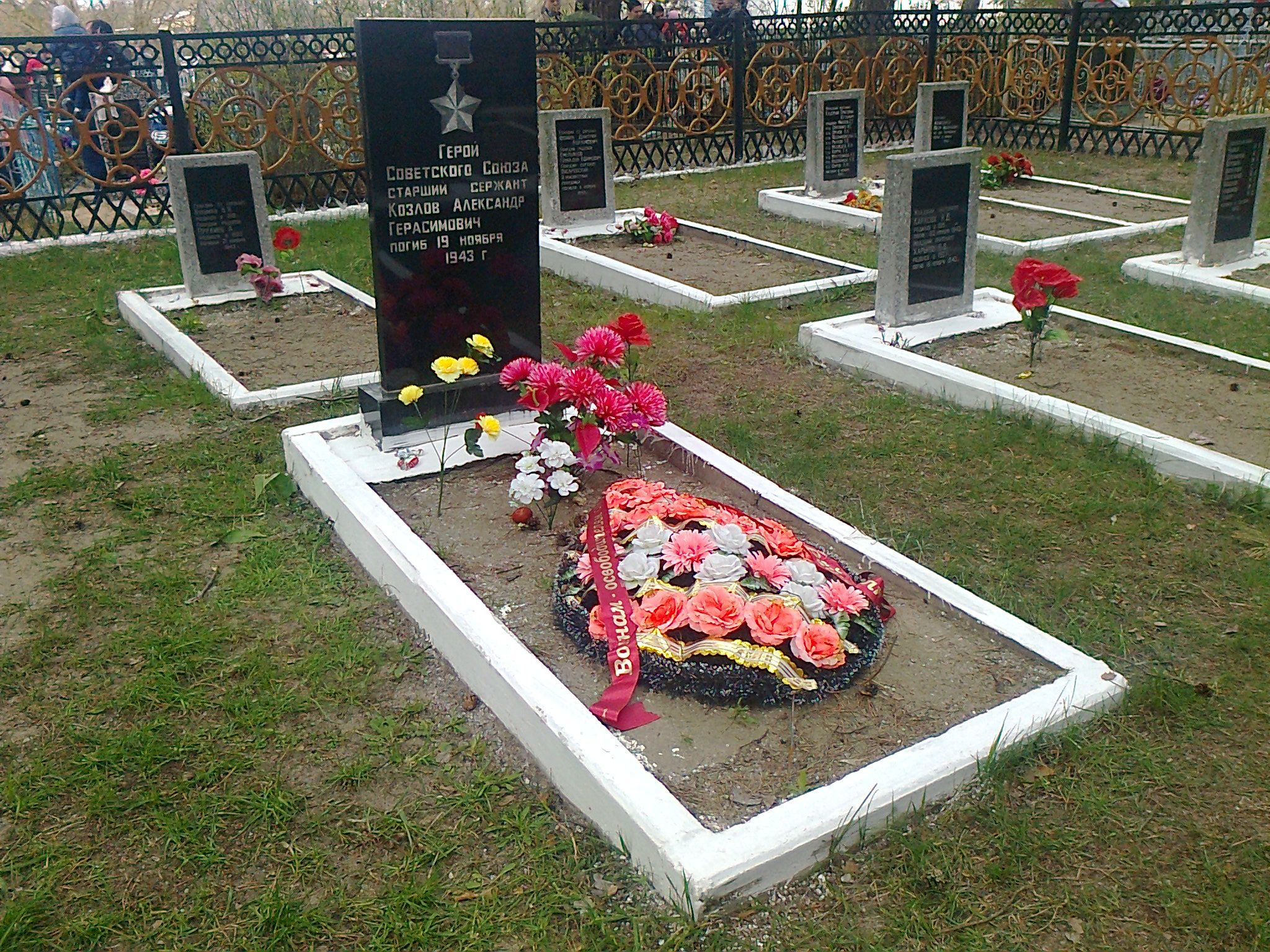
Могила А. Г. Козлова на кладбище г. Василевичи.

Родился 6 февраля 1918 года в селе Любовка Саратовской губернии (ныне — Калининский район, Саратовская область). C 1932 года работал в Саратове штукатуром и одновременно учился в вечерней школе.
В 1940 году был призван в Рабоче-Крестьянскую Красную Армию. В боях Великой Отечественной войны с 1942 года. Сражался на Западном, Юго-Западном, Центральном и Белорусском фронтах. Был ранен.
В сентябре 1943 года отличился в бою за деревню Посудово Брагинского района Гомельской области Белоруссии.
22 ноября 1943 года в бою у рабочего посёлка Василевичи (ныне город) Гомельской области Белоруссии гвардии старший сержант А. Г. Козлов погиб.
Указом Президиума Верховного Совета СССР от 24 декабря 1943 года за отвагу и мужество, проявленные при форсировании реки Снов и в боях за удержание плацдарма на правом берегу Днепра гвардии старшему сержанту Козлову Александру Герасимовичу присвоено звание Героя Советского Союза.
Похоронен в городе Василевичи Гомельской области Белоруссии.

## Награды
- Звезда Героя Советского Союза[1]
- Орден Ленина[1]
- Орден Красной Звезды[1]

## Память
- На родине Героя установлен памятник[1].
- В городе Василевичи одной из улиц присвоено его имя[1].